# Novoukraiinka, Skadovsk
Novoukraiinka (în ucraineană Новоукраїнка) este un sat în comuna Tarasivka din raionul Skadovsk, regiunea Herson, Ucraina.

## Demografie
Componența lingvistică a localității Novoukraiinka
     Ucraineană (96,16%)
     Rusă (3,64%)
     Alte limbi (0,2%)
Conform recensământului din 2001, majoritatea populației localității Novoukraiinka era vorbitoare de ucraineană (96,16%), existând în minoritate și vorbitori de rusă (3,64%).